# Zamek Zedtlitz
Zamek Zedtlitz (niem. Schloss Zedtlitz) – zabytkowy zamek w Zedtlitz (Saksonia).
Zamek otoczony fosą wzmiankowany był w 1190 jako siedziba braci Heinricusa i Ottona de Cedeliz (Zedlitz). Ich rodzina była właścicielami tej warowni co najmniej do początku XIII w. W połowie XV w. posiadaczem zamku był von Wolkaw. Następnie przeszedł w ręce rodu von Neustadt na niecały wiek (1498-1590). W latach 1611-1685 był własnością von Draschwitzów. Podczas  wojny trzydziestoletniej  zamek spłonął. W 1692 obiekt przeszedł w posiadanie rodziny von Gladebeck, która od 1706  podnosiła go z ruin. Nad portalem  głównego wejścia kartusz z herbami von: Gladebeck i Münchhausen, poniżej szarfa z napisem niem. Christiana Elisab: v. Münchhausen / hr. Bodo v. Gladebeck Churf. Brandenb. / Geheimenrahts u: Cam: Præs: nach / gelassene Wittwe.

## Galeria

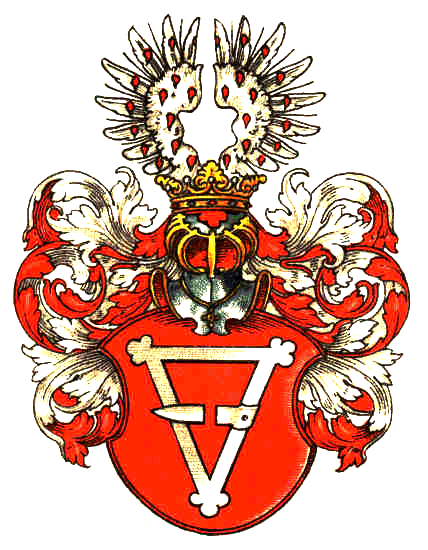
Herb rodu von Zedlitz
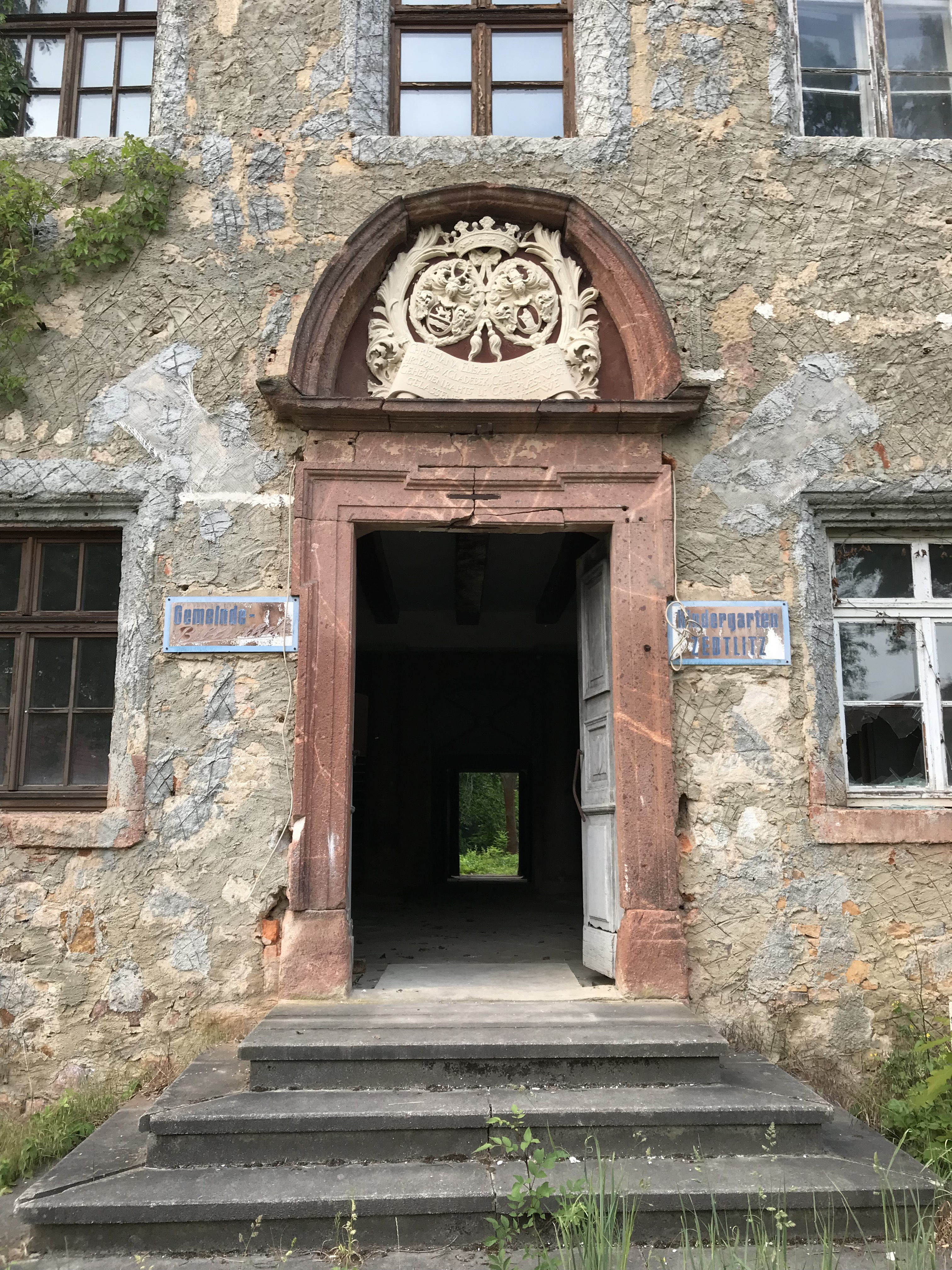
Herby Gladebeck, Münchhausen
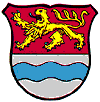
Herb von Gladebeck
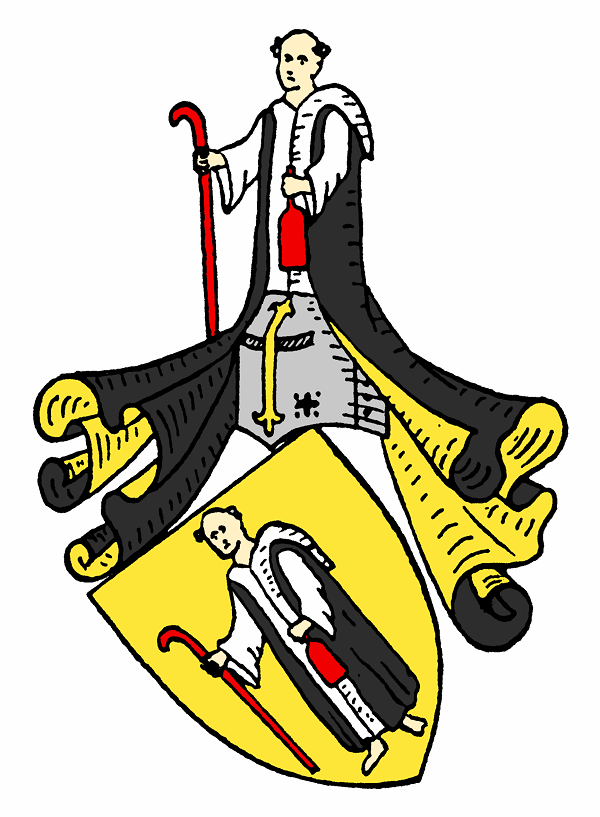
Herb von Münchhausen